# Christian Schulz
Christian Schulz (født 1. april 1983 i Bassum, Vesttyskland) er en tysk fodboldspiller, der spiller som venstre back hos SK Sturm Graz i Østrig. Han har tidligere spillet for Hannover 96 og Werder Bremen i hjemlandet.
Med Werder var Schulz i 2004 med til at vinde The Double, både Bundesligaen og DFB-Pokalen.

## Landshold
Schulz står (pr. april 2018) noteret for fire kampe for Tysklands landshold, som han debuterede for den 16. december 2004 i et opgør mod Japan. Han var efterfølgende en del af den tyske trup til Confederations Cup på hjemmebane i 2005.

## Titler
Bundesligaen
- 2004 med Werder Bremen

DFB-Pokal
- 2004 med Werder Bremen